# Comitas galatheae
Comitas galatheae é uma espécie de gastrópode do gênero Comitas, pertencente a família Pseudomelatomidae.